# Humphrey Morrey
Humphrey Morrey, o Murrey (1650, Inglaterra - 1716, Filadelfia, Pensilvania) fue el primer alcalde de la ciudad de Filadelfia, nombrado por William Penn.
Morrey por primera vez viajó a Filadelfia en 1683 y trabajaba como comerciante. En 1685, fue nombrado juez de paz. En 1687, y nuevamente en 1690, fue elegido para la asamblea provincial. En la carta del 20 de marzo de 1691, por la que Filadelfia se incorporó como una ciudad, Morrey fue nombrado alcalde. La duración de su mandato no ha sido comprobada.
| Predecesor: - | Alcalde de Filadelfia 20 de marzo de 1691 – 1701 | Sucesor: Edward Shippen |

- Datos: Q5905218